# Rink hockey en Espagne
La pratique du rink hockey en Espagne est développée principalement en Catalogne.

## Histoire
Durant la Seconde Guerre mondiale, le championnat régional de rink hockey est maintenu en 1941.
En 1948, bien que la discipline soit encore très récente en Espagne, le niveau atteint permet déjà à la sélection espagnole de prétendre au titre mondial. Bordeaux, champion de France, vient inaugurer le terrain de Turó lors d'une rencontre face à l'Español.
Dans les années 1990, en Espagne contrairement à la Suisse lorsqu'un joueur écope de cinq fautes dans un match, il est expulsé temporairement pendant deux minutes, puis au bout de dix fautes, il écope d'une suspension de match.

## Championnat
La Catalogne domine le championnat espagnol.
En 2020, La Corogne ne possède une seule équipe en Ok Liga masculine, mais quatre équipes féminines depuis que Borbolla a remporté un concours afin de pallier la vacance d'une place dans le championnat féminin et la promotion du Viaxes Amarelle et de Maristas.
À la suite de l'épidémie de Covid, les entrainements reprennent dès la période estivale, notamment pour Barcelone qui reprendre début août.

## Actions de développement

### Relance d'ancien club
En Andalousie, bien que la fédération ait tenté de relancer la pratique en accordant l'organisation de la coupe 2004, il n'y a plus que de rares pratiquant 15 ans plus tard.
Alors que le Hockey Club Ponteareas est inactif depuis deux décennies, alors que le club participait dans les années 1980 au championnat de première division, trois anciens joueurs du club, évoluant désormais dans le club voisin de Vigo, décident de relancer le club. L'objectif est de proposer à partir de 2019 la pratique du rink hockey dans une dizaine d'écoles en tant que sportif extrascolaire, pour pouvoir obtenir suffisamment de jeunes licenciés pour assurer la pérennité du club.
Le CP Flix, ancien club de division d'honneur et demi-finaliste en coupe CERS dans les années 1990, parvient trois saisons après avoir relancé une équipe sénior à accéder à la première division catalane. Mais le départ de deux joueurs d'un effectif déjà restreint, ne permet plus au club de garantir sa participation au championnat et renonce en conséquence au championnat.

### Équipements sportifs
En 2018, la ville de Salamanque lance un projet de création d'un complexe sportif pour 2,3 millions d'euros qui comprend notamment une piste couverte et éclairée destinée à la pratique du rink hockey. La ville d'Archena investie 24 000 euros dans un terrain qui peut servir à plusieurs disciplines sportives dont le rink hockey.
À l'opposé, des clubs ne disposent plus d'équipement adéquates pour la pratique du sport. En 2019, la fédération menace le club de La Corredoria de leur interdire toute compétition officielle à compter de la saison suivante en raison des inondations récurrentes causées par l'insalubrité de leur salle.
Alors que le Club Patín Tenerife de Hockey évoluant alors en OK Liga et vainqueur de la Coupe CERS 2008 a disparu pour des raisons économiques en 2011, la mairie décide en 2020 d'investir 460 000 euros afin de réhabiliter le terrain du club.
En décembre 2020, la municipalité d'Oviedo annonce la rénovation du Palais des Sports notamment utilisés par le club de rink hockey afin d'accroitre sa capacité d’accueil.

## Structures

### Arbitres
Il existe une « Asociación Española de Árbitros de Hockey sobre Patines ». En 2019, celle-ci réagit dans un communiqué afin de protester face aux accusations que profèrent certains clubs à son encontre.

## Média
En 1988, en raison de l'absence de diffusion en Catalogne de la finale de la Coupe du Roi, le club de Noia décide de ne pas se présenter lors du match. Liceo est alors sacré vainqueur.
La chaine catalane TV3 diffuse en 2019 la première saison de « Les de l’hoquei », une série évoquant le parcours d'une équipe féminine de rink hockey.